# Stadsprijs Geraardsbergen 1945
De 14e editie van de Belgische wielerwedstrijd Stadsprijs Geraardsbergen werd verreden op 28 augustus 1945. De start en finish vonden plaats in Geraardsbergen. De winnaar was Edgard De Caluwé, gevolgd door Maurice Van Herzele en Félix De Raes.

## Uitslag
| Stadsprijs Geraardsbergen 1945 |                     |                |      |
| Plaats                         | Naam                | Ploeg          | Tijd |
| Winnaar                        | Edgard De Caluwé    | Dilecta-Wolber |      |
| 2                              | Maurice Van Herzele | individueel    |      |
| 3                              | Félix De Raes       | individueel    |      |

1912 · 1913 · 1914–1926 · 1927 · 1928–1932 · 1933 · 1934 · 1935 · 1936 · 1937 · 1938 · 1939 · 1940 · 1941 · 1942 · 1943 · 1944 · 1945 · 1946 · 1947 · 1948 · 1949 · 1950 · 1951 · 1952 · 1953 · 1954 · 1955 · 1956 · 1957 · 1958 · 1959 · 1960 · 1961 · 1962 · 1963 · 1964 · 1965 · 1966 · 1967 · 1968 · 1969 · 1970 · 1971 · 1972 · 1973 · 1974 · 1975 · 1976 · 1977 · 1978 · 1979 · 1980 · 1981 · 1982 · 1983 · 1984 · 1985 · 1986 · 1987 · 1988 · 1989 · 1990 · 1991 · 1992 · 1993 · 1994 · 1995 · 1996 · 1997 · 1998 · 1999 · 2000 · 2001 · 2002 · 2003 · 2004 · 2005 · 2006 · 2007 · 2008 · 2009 · 2010 · 2011 · 2012 · 2013 · 2014 · 2015 · 2016 · 2017 · 2018 · 2019 · 2020 · 2021 · 2022